# Едисън (Ню Джърси)
Вижте пояснителната страница за други значения на Едисън.
Едисън (на английски: Edison) е град в окръг Мидълсекс, Ню Джърси, Съединени американски щати. Наречен е на изобретателя Томас Едисън, чиято лаборатория се намира в града между 1876 и 1883. Населението на Едисън е 102 450 души (по приблизителна оценка от 2017 г.).

## Личности, родени в Едисън
- Дейвид Брайън (р. 1962), музикант

## Побратимени градове
- Шидзяджуан (Китай)